# 尼嫩、海尔文和下韦滕

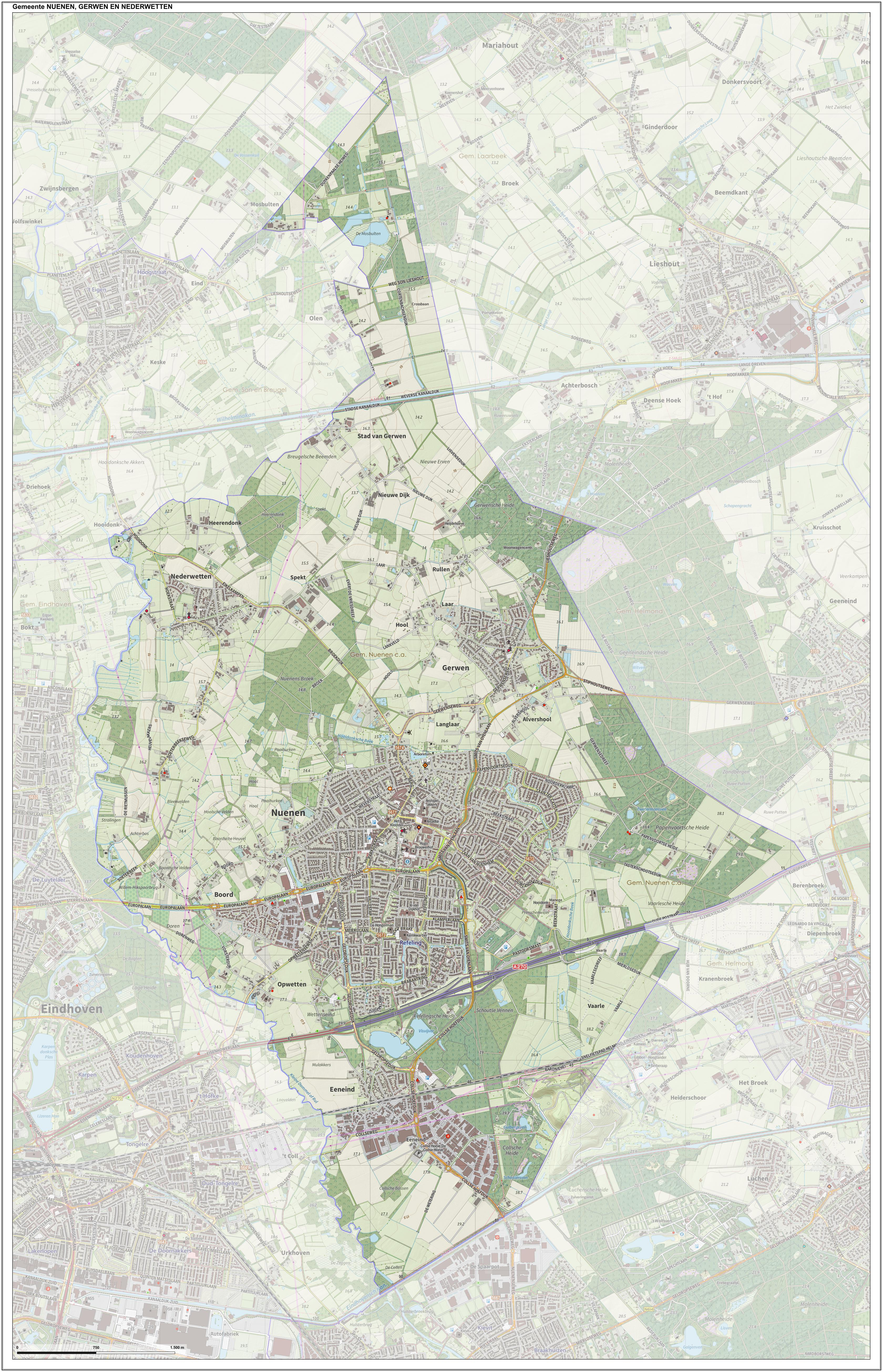
尼嫩的地形图，2015年6月

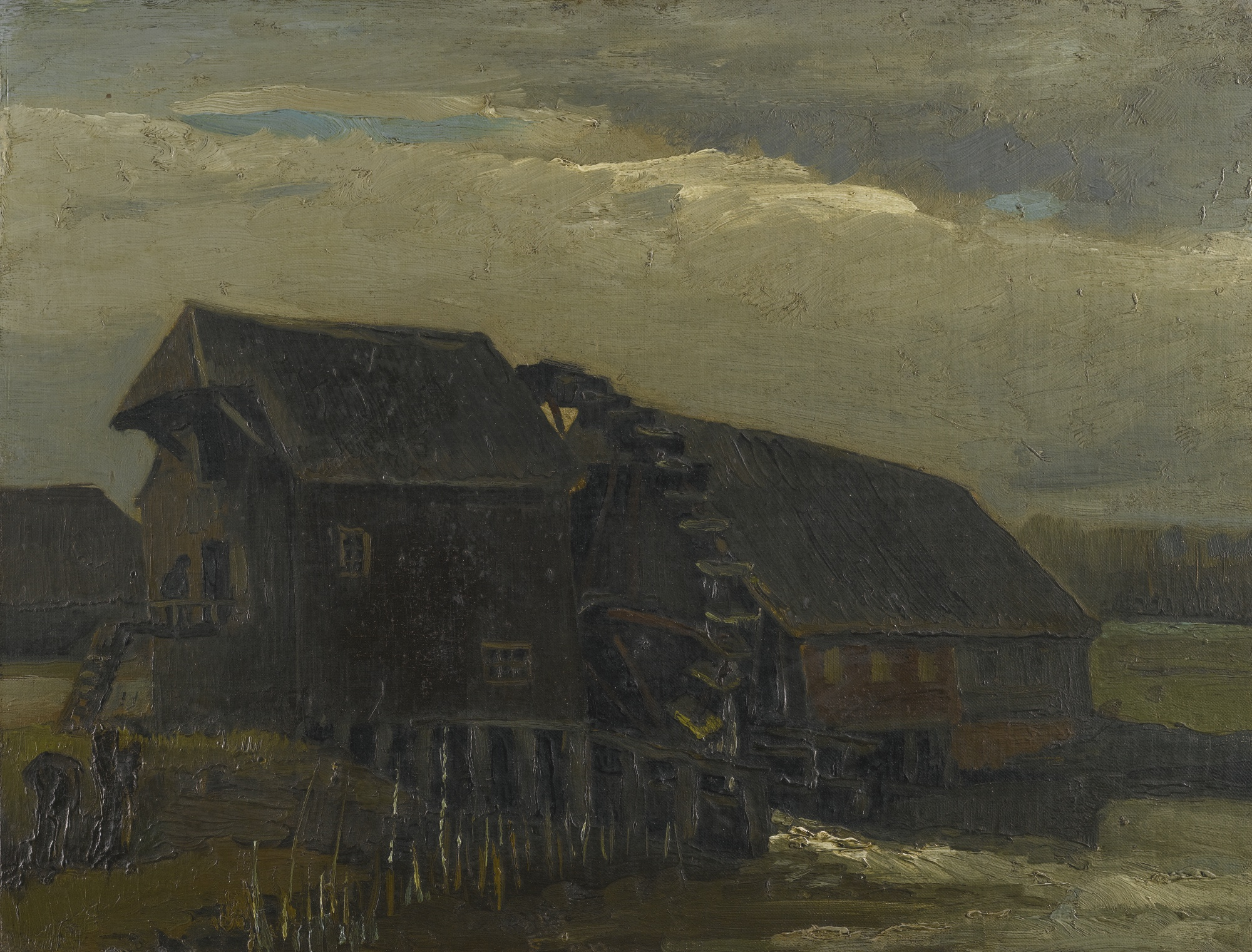
《奥普韦滕的水磨坊》（Opwettense watermolen），文森特·梵高，1884年（F48）

尼嫩、海尔文和下韦滕（荷蘭語：Nuenen, Gerwen en Nederwetten，荷蘭語發音：[ˌnynə(n) ˌɣɛrʋə(n) ɛn ˈneːdərʋɛtə(n)] ⓘ）是荷兰北布拉班特省的一个市镇， 位于荷兰第五大城市艾恩德霍芬以东约10（6.2英里），由一个较大的村镇（尼嫩）和两个较小的村镇（海尔文和下韦滕）组成。 

## 地名发音问题
事实上，该地名中Nuenen的发音为[ˌnynə(n)]，第一个“e”不发音，根据实际发音其应译作“尼嫩”，然而该地名却常被误译作“尼厄嫩”。

## 人口中心
- Eeneind
- Gerwen
- Nederwetten
- Nuenen
- Opwetten
- Stad van Gerwen

## 历史
第二次世界大战期间有一场战斗发生在尼嫩，其收录于迷你剧《兄弟连》中。这场历史上的战斗发生在1944年9月的市場花園行動期间。 